# 八代村 (兵庫県)
八代村（やしろむら）は、兵庫県城崎郡にあった村。現在の豊岡市日高町の北東部、山陰本線・国府駅の西方一帯（同駅自体は村域に含まない）、八代川の流域にあたる。

## 地理
- 山岳：大岡山
- 河川：八代川、船谷川

## 歴史
- 1889年（明治22年）4月1日 - 町村制の施行により、気多郡藤井村・奈佐路村・谷村・中村・猪爪村・八代村・小河江村・河江村・大岡寺村の区域をもって発足。
- 1896年（明治29年）4月1日 - 所属郡が城崎郡に変更。
- 1955年（昭和30年）3月25日 - 国府村・日高町・三方村・西気村・清滝村と合併し、改めて日高町が発足。同日八代村廃止。